# Geschiedenis van Appenzell Ausserrhoden

Wapen van het halfkanton Appenzell Ausserrhoden

Dit artikel gaat over de geschiedenis van het kanton Appenzell Ausserrhoden.

## De naam Appenzell
De naam Appenzell komt van het Latijnse abbatis cella, wat "Zelle des Abts" betekent.

## Van de vroegste geschiedenis tot de middeleeuwen
Voor zover bekend werd Appenzell in de prehistorie of Romeinse tijd niet permanent bewoond. Er zijn wel enkele schaarse vondsten gevonden van tijdelijke nederzettingen van jagerverzamelaars. Voorts is er een stenen bijl uit het Neolithicum (jonge steentijd) in Steckbach en een bronzen bijl uit de late bronstijd.

## Middeleeuwen
Pas in de 7e eeuw worden de eerste nederzettingen met name genoemd. Daarnaast worden de rivieren de Sitter en Necker genoemd en diverse bergen, zoals de Säntis en de Sämtis. In de 8e eeuw stichtten de Alemannen diverse nederzettingen en dorpen. Er zijn graven van Alemannen gevonden. De nederzettingen vallen onder de invloed van het Klooster Sankt Gallen. De kerstening van wat we nu het kanton Appenzell. In 837 werd voor het eerst Herisau genoemd, in 921 Hundwil. Appenzell, de huidige hoofdstad van het halfkanton Appenzell Innerrhoden werd voor het eerst in een stichtingakte van de kerk in die plaats genoemd. De stad Appenzell werd toen nog Abbacella genoemd.
In de 9e eeuw kwam Appenzell aan het Frankische Rijk en in de 10e eeuw aan het Heilige Roomse Rijk.
De grote macht van het Klooster Sant Gallen dateert van 719 na Christus. Ene Tribun Waktram schonk toen landerijen en heerlijkheden met bijbehorende rechten aan abt Otmar van het klooster. Echter, niet al het land van Appenzell was in handen van de abten. Zij waren bang dat hun bezittingen in handen zouden vallen van andere landheren en daarom werden er onder toeziend oog van de abten diverse burchten, forten en kastelen gebouwd. Een van de bekendste kastelen was de in 1210 gebouwde vesting Clanx.
De bevolking van Appenzell en het kanton Sankt Gallen keerden zich in de 15e eeuw tegen de macht van de adel, geestelijkheid (in dit geval de macht van de vorst-abt van het Klooster Sankt Gallen) en de Habsburgers (het Oostenrijkse vorstengeslacht dat meestal de keizer van het Heilige Rooms Rijk leverde). In 1401 brak de zgn. Appenzeller Oorlog uit. De oorlog eindigde in 1429 in het voordeel van de opstandelingen en aan de heerlijke rechten van het klooster van Sankt Gallen kwam in theorie een einde. Toch bleven de Appenzellers tot in de 16e eeuw tienden afdragen.
Tijdens het conflict tussen Oostenrijk en het Eedgenootschap bleef Appenzell aanvankelijk neutraal, maar dit lukte niet. In 1411 kwam Appenzell onder bescherming van het Eedgenootschap te staan. Op 17 december 1513 trad Appenzell toe tot het Eedgenootschap.

## Reformatie
Het kanton Appenzell behoorde tot het bisdom Konstanz en viel onder het aartdekenaat Thurgau en het dekenaat Sankt Gallen en bestond uit enkele parochies. Het religieuze leven stond op een hoog peil en veel Appenzellers waren aangesloten bij een derde orde.
Omstreeks 1522 vinden de ideeën van de Reformatie haar doorgang in Appenzell. Eerste aanhangers van de Reformatie waren mensen als Johannes Dörig, Jakob Schurtanner, Walter Klarer, Matthias Kessler, Pelagius Amstein en Johannes Hess. De meeste protestanten bevonden zich in gebied dat thans het halfkanton Appenzell Ausserrhoden omvat. Naast het Gereformeerd protestantisme, bleken ook de ideeën van de Dopers veel aanhangers te hebben. In het gebied dat thans het halfkanton Appenzell Innerrhoden omvat bleef het rooms-katholicisme overheersen. Men trachtte een wet in te voeren die de godsdienstvrijheid moest waarborgen (1523) maar deze kwam niet van de grond. Nog in de jaren 20 van de 16e eeuw werden de Dopers vervolgd, kort daarna liep de spanningen tussen gereformeerden en rooms-katholieken hoog op.
In het midden van de 16e eeuw begon er een katholieke reformatie onder der Landammänner Joachim Meggeli, Bartholomäus Dähler, Johannes Heim von Heimen en Konrad Wysser.

### Het ontstaan van de halfkantons
De Tweede Kappeleroorlog (1531), die gewonnen werd door de Rooms-katholieke kantons, verhinderde een complete victorie van de protestanten in Appenzell. Een oplossing voor het geloofsvraagstuk was evenwel nog niet gevonden. Later werd het kanton opgedeeld in diverse protestantse en katholieke gebieden, maar dit bleek op de lange duur geen echte oplossing. De katholieke gebieden waren het machtigst en er werden van hieruit "Rekatholiseringsacties" ondernomen. Deze acties riepen ergernis op bij de protestanten. Nadat bemiddelingspogingen van de zijde van het Eedgenootschap waren mislukt, werd het kanton in 1597 verdeeld in een katholiek deel, het halfkanton Appenzell Innerrhoden en een protestants deel, het halfkanton Appenzell Ausserrhoden.

## Van de 16e eeuw tot de Franse tijd
Na de Landteilung werd het halfkanton Appenzell Ausserrhoden een zuiver protestants kanton en werden de kloosters opgeheven en het katholicisme als godsdienst verboden (omgekeerd werd de protestantse godsdienst in Appenzell Innerrhoden verboden). Administratief werd Appenzell Ausserrhoden opgedeeld in zes Grossrhoden, te weten, Urnäsch, Herisau, Hundwil, Teufen, Trogen en Gais. Ieder jaar werd in Appenzell Ausserrhoden een Landsgemeinde gehouden (de laatste werd in 1997 gehouden). De Landsgemeinde koos de Landammann (regeringsleider) en de Grote en de Kleine Raad. Het centraal gelegen Trogen werd gerechtelijke hoofdstad van Ausserrhoden terwijl Herisau later werd aangewezen als bestuurlijke hoofdstad. Tussen Trogen en Herisau ontwikkelde zich een soort rivaliteit. Politiek en godsdienst waren nauw met elkaar verweven.
Tussen de 16e en 18e eeuw ontstond er een levendige huisnijverheid. Men legde zich vooral toe op katoen en borduurwerkfabricatie. In de agrarische gebieden van het kanton legde men zich toe op akkerbouw (in het speciaal het verbouwen van granen) en veeteelt (melkveehouders). Deze ontwikkelingen zorgden voor een economische groei die ervoor zorgde dat men zelfs werkkrachten wierf uit de omringende kantons en zelfs uit het buitenland. In Ausserrhoden ontstonden levendige week- en jaarmarkten: Heiden vanaf 1685 en Teufen vanaf 1728.
In de 18e eeuw ontstonden er naast het al aanwezige patriciaat een opkomende middenklasse van fabrikanten en winkeliers, en predikantendynastieën, zoals die van de Anhorns, de Bischofbergers en de Walsers. Op politiek niveau werden de lakens uitgedeeld door de families Zellweger, Tanner, Wetter, Gruber, Zürcher en Schiess. Veel Landammänner treft men uit deze geslachten aan.

## Franse tijd
In een gesloten en agrarische samenleving als Appenzell Ausserrhoden vonden de ideeën van de Verlichting weinig weerklank. Toen de revolutionaire Franse legers in 1798 het Eedgenootschap binnenvielen en onder andere ook Ausserrhoden bezetten, was er van vreugde onder de bevolking geen sprake. Daar kwam nog bij dat de Fransen Landammann Johannes Schäfer ter zijde schoven en een voorlopige regering instelden onder Johann Ulrich Rüsch. Korte tijd daarna werden Appenzell Ausserrhoden, Innerrhoden, grote delen van het kanton Sankt Gallen, alsmede het baljuwschap Rheintal samengevoegd tot het kanton Säntis. Het kanton Säntis kan eerder een provincie dan een kanton worden genoemd, daar Säntis in zijn geheel geen autonomie bezat. De bevolking van het nieuwe kanton Säntis was het niet met deze ontwikkelingen eens en kwam in de herfst van 1798 in opstand. Het Franse leger viel daarop het kanton Säntis binnen en bezette Appenzell, de voornaamste plaats van het kanton (ofschoon Herisau de hoofdstad was geworden). In oktober 1799 vielen de Fransen Säntis opnieuw binnen om de orde te herstellen. Ditmaal straften zij de bevolking met hoge belastingen. In 1802 bepaalde de nieuwe machthebber van Frankrijk, Napoleon Bonaparte, dat het bestuur van de Helvetische Republiek (zoals Zwitserland sinds 1798 werd genoemd) moest worden veranderd en dat de kantons hun autonomie moesten herkrijgen. Säntis verkreeg in dat jaar een zekere autonomie en als Regierungsstatthalter werd David von Gonzenbach aangesteld. Binnen het kanton Säntis verkregen Ausserrhoden, Innerrhoden en Sankt Gallen ook weer enige autonomie en Jakob Zellweger II werd (Regierende) Landammann van Appenzell Ausserrhoden. Tussen december en maart 1803 kon hij echter zijn ambt niet uitoefenen, maar na de uitvaardiging van Napoleons Mediationsakte, waarbij het kanton Säntis werd opgeheven en de autonomie van drie kantons Ausserrhoden, Innerrhoden en Sankt Gallen werden hersteld, kon hij dit wel. Samen met Johann Schmid domineerde Jakob Zellweger II tot de jaren 20 van de negentiende eeuw de politiek van Innerrhoden.
Tijdens de Mediationstijd, die van 1803 tot 1813 duurde, werd de toestand van vóór 1798 grotendeels hersteld. Maar er kwamen ook veranderingen. Een van die veranderingen was dat er, voor die tijd, moderne wegen werden aangelegd. Ook de medische verzorging werd verbeterd.

## Van de Restauratie tot het heden

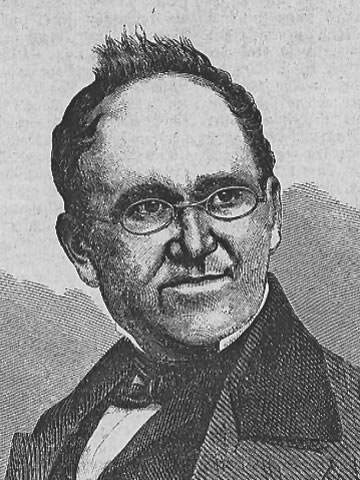
Johann Ulrich Schiess, bondskanselier van 1847 tot 1881

In 1813 verlieten de Fransen Zwitserland en werd het Eedgenootschap weer onafhankelijk. In 1814 kreeg Appenzell Ausserrhoden een tijdelijke grondwet. Jakob Zellweger II en Johann Schmid waren tot aan het begin van de jaren 20 van de negentiende eeuw meestal afwisselend Landammann en voerden een Restauratieve, conservatieve, koers. In de jaren 20 van de negentiende eeuw kwamen meer liberaal georiënteerde figuren aan het bewind van het kanton te staan, zoals Landamman Johann Konrad Frischknecht, een voorman van de boeren en Landammann Matthias Oertli, de voorman van de stadse bevolking. In de jaren 30 van de 19e eeuw sprak de leiding van Ausserrhoden zich uit vóór de opdeling van Bazel in twee kantons, het progressieve kanton Basel-Landschaft en het conservatieve kanton Bazel-Stad. Tijdens het conflict over de mogelijke opdeling van het kanton Schwyz in Ausserschwyz en Innerschweiz bemiddelde Landammann Jakob Nef. In 1834 kreeg Appenzell Ausserrhoden een nieuwe grondwet. In deze grondwet werd onder andere geregeld dat Trogen de juridische hoofdstad van Ausserrhoden zou worden en Herisau de administratieve hoofdstad. De grondwet werd in 1876 en in 1908 gewijzigd. In 1847 nam Ausserrhoden aan de zijde van federale troepen deel aan de Sonderbundsoorlog tegen de Rooms-katholieke en conservatieve kantons van de Sonderbund. In 1848 stemde de Landsgemeinde vóór de nieuwe bondsgrondwet. Nadien namen Ausserhroder politici actief deel in de bondspolitiek. In 1848 werd bijvoorbeeld Johann Ulrich Schiess tot bondskanselier gekozen.

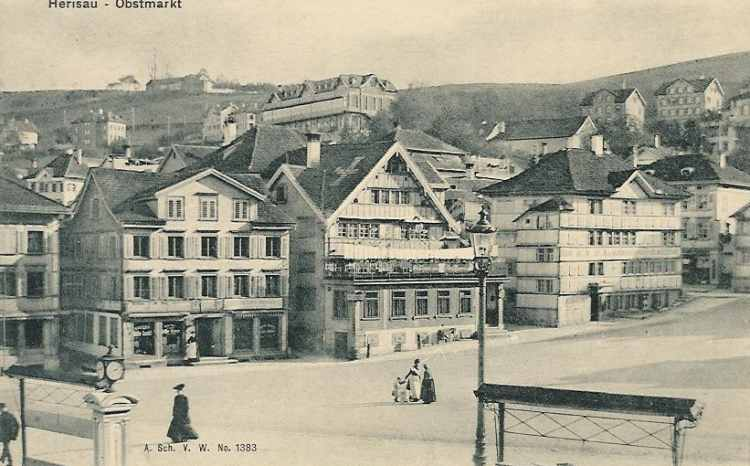
Herisau (hoofdstad) omstreeks 1900

Tussen 1875 en 1913 werden er vele spoorwegen aangelegd. Door deze maatregel groeide de economie en nam de bevolking toe. In 1910 bereikte het bevolkingsaantal een hoogtepunt. Appenzell Ausserrhoden telde toen 57.973 inwoners (tegen 53.200 inwoners in 2001).
Sinds 1848 zijn de conservatieve liberalen in Appenzell Ausserrhoden aan de macht. In 1906 werd de Democratische Partij (Demokratische Partei) opgericht. In 1910 richtte dominee Arthur Eugester, een vooraanstaand liberaal, de Vrijzinnige Democratische Partij op die voor de Democratische Partij in de plaats kwam, deze FDP maakt deel uit van de federale Vrijzinnige-Democratische Partij (FDP). In 1933 werd de Katholieke Volkspartij (Katholische Volkspartei) opgericht, die thans deel uitmaakt van federale Christendemocratische Volkspartij (CVP). De Arbeidersbond (Arbeiterbund), later Arbeidersvereniging (Arbeiterverein) was al sinds 1902 aangesloten bij de Socialistische Partij (SP). Na 1990 sloten een aantal gemeentelijke conservatieve verenigingen op in de Zwitserse Volkspartij (SVP).
Op 22 maart 1934 werd de in Herisau geboren Johannes Baumann (FDP) in de Bondsraad (federale regering) gekozen. Hij werd hiermee de eerste bondsraad uit Appenzell Ausserrhoden.

### Vrouwenkiesrecht
Net als het kanton Appenzell Innerrhoden is het kanton Appenzell Ausserrhoden een conservatief kanton. Beide Appenzeller kantons staan er vooral om bekend dat ze zo laat het ..ht hebben ingevoerd. In 1972 kregen vrouwen stemrecht op gemeentelijk niveau, pas in 1989 op kantonnaal niveau. In Appenzell Innerrhoden werd het vrouwenkiesrecht in 1990 ingevoerd. Appenzell Ausserrhoden en Appenzell Innerrhoden waren de laatste kantons in Zwitserland die het vrouwenkiesrecht invoerden. In 1994 werd er voor het eerst een vrouw in de regering Regeringsraad (Regierungsrat) en in 1997 kreeg Ausserrhoden zijn eerste vrouwelijk Landammann: Marianne Kleiner-Schläpfer. Van 2003 tot 2006 was er een tweede vrouwelijk Landammann, namelijk Alice Scherrer-Baumann.
In 1997 vond de laatste Landsgemeinde plaats. Tijdens deze bijeenkomst besloot men de Landsgemeinde af te schaffen. Ofschoon de Landsgemeinde een vorm van oerdemocratie is, heeft het als nadeel dat de stemmingen tijdens een Landsgemeinde nooit geheim zijn. In 1998 vonden de eerste geheime, algemene verkiezingen plaats.

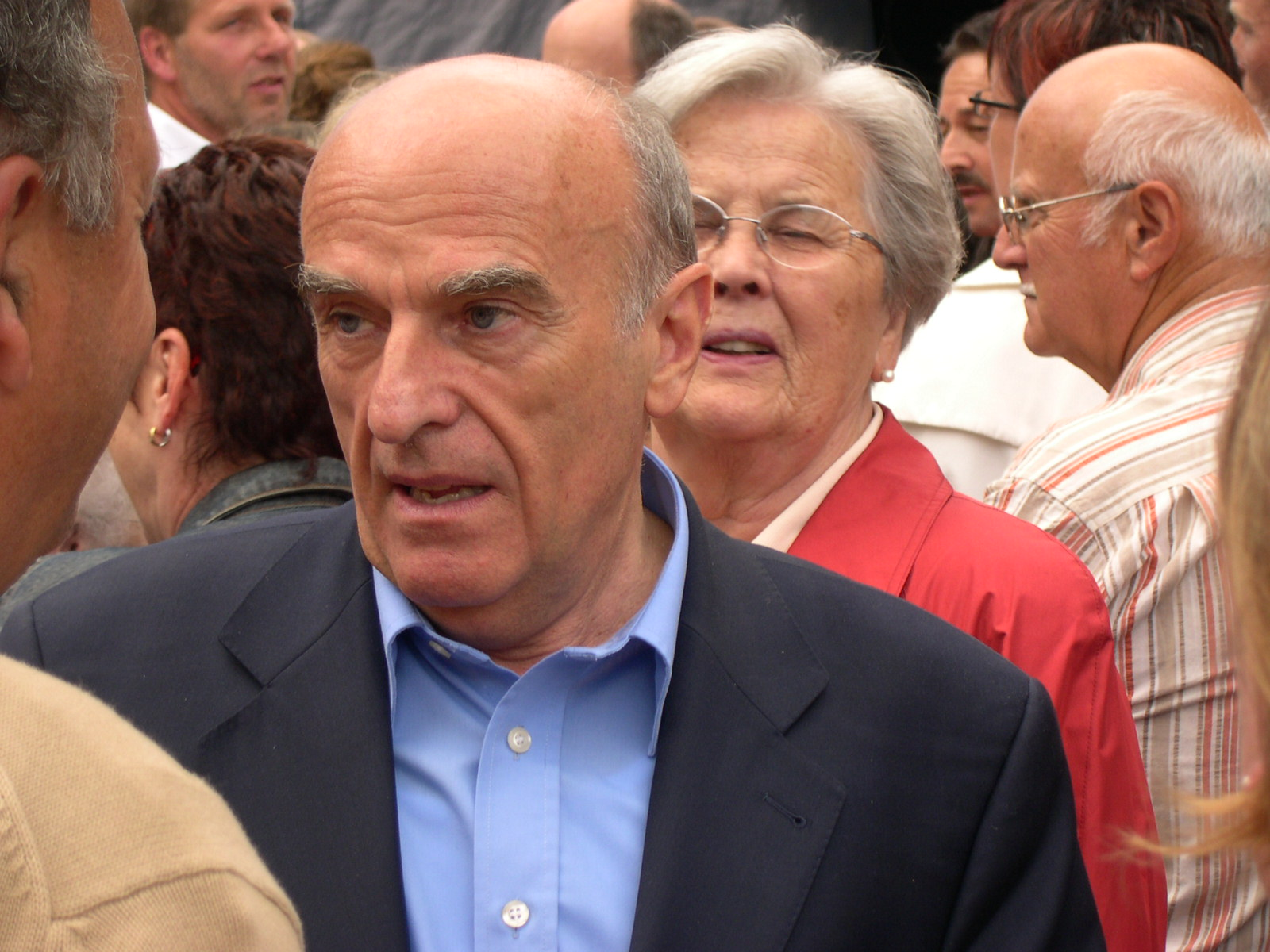
Hans-Rudolf Merz

In 2003 werd Hans-Rudolf Merz (FDP) in de Bondsraad gekozen.